# Sannella hemirugosa
Sannella hemirugosa är en insektsart som först beskrevs av M. Firoz Ahmed 1970.  Sannella hemirugosa ingår i släktet Sannella och familjen dvärgstritar.
Artens utbredningsområde är Pakistan. Inga underarter finns listade i Catalogue of Life.